# Николаевка (Днепровский район)
Никола́евка (укр. Миколаївка) — село, административный центр Николаевской сельской общины Днепровского района Днепропетровской области Украины.
Код КОАТУУ — 1221485601. Население по данным 2020 года составляло 1266 человек. Население по переписи 2001 года составляло 1266 человек.

## Географическое положение
Село Николаевка находится на берегу реки Сухая Сура, выше по течению примыкает село Благовещенка, ниже по течению на расстоянии в 1 км расположено село Сурско-Михайловка.
По селу протекает несколько пересыхающих ручьёв с запрудами.
Через село проходят автомобильные дороги М-04 (E 50) и Т-0417.